# Maria Selmaier
Maria Selmaier (Magdeburgo, 12 dicembre 1991) è una lottatrice tedesca, specializzata nella lotta libera.

## Biografia
Maria Selmaier ha partecipato alle Olimpiadi di Rio de Janeiro 2016, concludendo al 18º posto nella categoria 75 kg. 
Ai campionati europei di Roma 2020 ha vinto la medaglia d'argento nei 72 kg, perdendo in finale contro la russa Natal'ja Vorob'ëva.

## Palmarès
- Europei

Roma 2020: argento nei 72 kg.